# Dan Johansson (nationalekonom)
Dan Gustav Gabriel Johansson, född 6 oktober 1964 i Linköping, är svensk nationalekonom och professor.
Johansson disputerade 2001 i nationalekonomi vid Kungliga tekniska högskolan med avhandlingen The Dynamics of Firm and Industry Growth: The Swedish Computing and Communications Industry. Han blev docent vid Högskolan i Jönköping 2007 och har arbetat som forskare på både Ratio och HUI Research. Johansson är sedan 2013 professor i nationalekonomi vid Örebro universitet.
Johanssons forskning är huvudsakligen inriktad mot entreprenörskap, företagstillväxt och familjeföretag. Inom dessa områden har han publicerat flera artiklar, ofta tillsammans med nationalekonomerna Magnus Henrekson och Sven-Olov Daunfeldt.